# Артур Сірк
Артур Сірк (ест. Artur Sirk, * 25 вересня 1900, с. Прууна, волость Тапа, повіт Ляене-Вірумаа, Естонія — † 2 серпня 1937, Ехтернах, Люксембург) — естонський політичний і військовий діяч, ветеран війни за незалежність Естонії, один з лідерів націоналістичного руху Естонський союз учасників Визвольної війни — Вапси.

## Життєпис
Артур Сірк народився у селі Прууна (тепер волость Тапа повіту Ляене-Вірумаа) у селянській сім'ї.

### Участь у боротьбі за незалежність
Ще будучи учнем добровільно приєднався до Естонської армії та взяв активну участь у війні за незалежність.
Після закінчення війни вступив до Тартуського університету на юридичний факультет. У 1926 завершує військову службу та починає працювати у юридичній фірмі Теодора Риука (обіймав посаду міністра внутрішніх справ у 1924)

### Політична діяльність

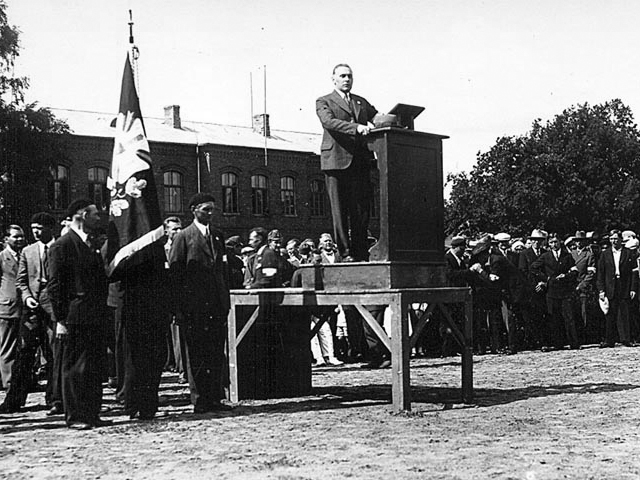
Артур Сірк виступає на мітингу вапсів у Пярну

Артур Сірк (ліворуч) та Андрес Ларка (по центру) серед своїх прихильників

Артур Сірк (ліворуч) під час виступу генерала Андреса Ларки на мітингу вапсів

Приєднався до «Естонської ліги демобілізованих солдат» у 1921. Згодом ця організація трансформувалась у «Естонський союз учасників Визвольної війни» у якій Сірк був обраний заступником голови на загальних зборах 10 жовтня 1926. На основі союзу був створений у 1929 Рух вапсів
Керівником руху обрано генерала Ернста Пиддера, але Сірк виконував у ньому основну організаційну діяльність, зокрема підготував статут та забезпечив проведення першого конгресу вапсів 26 січня 1930 у Таллінні.
Промова Сірка на конференції 1932 дала поштовх до змін в організації та перетворення її на парамілітарну структуру на зразок фашистських рухів у Європі. У 1933 Рух вапсів був близький до приходу до влади, однак після введення надзвичайного стану главою держави Костянтином Пятсом 12 березня 1934 організація була заборонена. Артур Сірк був заарештований та ув'язнений у Таллінні, але в листопаді 1934 йому вдалось втекти з в'язниці і переправитися до Фінляндії. 
Протягом 1934 - 1935 він координує діяльність вапсів зі своєї фінської бази і веде підготовку разом із союзним фінським рухом Лапуа до повалення влади у Естонії. 7 грудня 1935 естонська поліція заарештувала вапсів, які готували заколот, а Сірк змушений був емігрувати із Фінляндії.

### Загибель і поховання
Після Фінляндії Артур Сірк проживав у Люксембурзі. 2 серпня 1937 він загинув внаслідок падіння з вікна готелю у місті Ехтернах. Обставини загибелі до теперішнього часу не до кінця з'ясовані. Поліція Люксембургу констатувала самогубство, однак естонські історики Пуста і Томінгас провину за смерть Сірка покладають на агентів Пятса. 
Похований Артур Сірк 9 жовтня 1937 року в Гельсінкі на цвинтарі Хієтаньємі.